# Peters (Texas)
Peters è una comunità non incorporata degli Stati Uniti d'America, situata nella contea di Austin dello Stato del Texas. Secondo il censimento effettuato nel 2000 abitavano nella comunità 95 persone.

## Geografia
La comunità è situata a 29°51′36″N 96°11′12″W, 5,8 miglia (9,3 km) a nord di Sealy e 7,7 miglia (12,4 km) a sud di Bellville (raggiungibile attraverso la SH 36), nella parte sud-orientale della contea.